# 蔣休
蔣休（？—？），三國吳國大將蔣欽之子。
蔣欽卒，長兄蔣壹憑藉父親的功績被後封為宣城侯，其後領兵拒劉備有功，還赴南郡，與魏交戰，臨陣戰死。蔣壹死後無子，弟蔣休領兵，後獲罪被免職。

## 附註
1. ↑  子壹封宣城侯，領兵拒劉備有功，還赴南郡，與魏交戰，臨陳卒。壹無子，弟休領兵，後有罪失業。